# Pidhaitsi (huyện)
Huyện Pidhaitsi (tiếng Ukraina: Підгаєцький район, chuyển tự: Pidhaitsis’kyi raion) là một huyện của tỉnh Ternopil thuộc Ukraina. Huyện Pidhaitsi có diện tích 496 km², dân số theo điều tra dân số ngày 5 tháng 12 năm 2001 là 22951 người với mật độ 46 người/km2. Trung tâm huyện nằm ở Pidhaitsi.